# Friedrich Schenck (Politiker, 1770)
Friedrich Philipp Leonhard Schenck (* 13. Dezember 1770 in Darmstadt; † 28. Januar 1854 in Wiesbaden) war ein deutscher Jurist und Mitglied des Nassauischen Landtags.

## Leben

### Herkunft und Familie
Friedrich Schenck wurde als Sohn des Regierungsadvokaten Johann Carl Schenck (1740–1804) und dessen Ehefrau Maria Dorothea Follensius (1771–1797) geboren. Am 5. November 1797 heiratete er in Darmstadt Anne Regine Wenck (1771–1846). Aus der Ehe ging der Sohn Karl Ludwig Theodor Schenck (* 23. August 1798; † 15. August 1871, geheimer Regierungsrat) hervor. Er war der Vater des Reichstagsabgeordneten Friedrich Schenck  und des Unternehmers Carl Schenck.

### Wirken
Friedrich absolvierte ein Studium der Rechtswissenschaften und wurde 1815 Vizepräsident der nassauischen Rechnungskammer Wiesbaden. Vom 2. April 1834 bis 1845 hatte er einen Sitz in der Zweiten Kammer (Landesdeputiertenversammlung) des Nassauischen Landtags, gewählt aus der Gruppe der Grundbesitzer aus dem Wahlkreis Wiesbaden. Der Landtag war von 1815 bis 1866 die Volksvertretung im Herzogtum Nassau.

### Auszeichnungen
- 1815 Geheimer Rat